# Belu-bani
Belu-bani, rey de Asiria (1700 a. C. - 1691 a. C.) (cronología corta).
Hijo y sucesor de Adasi, el fundador de su dinastía. Según la Crónica asiria, reinó durante diez años. No conocemos más datos sobre su gobierno.
Le sucedió su hijo Libaia.
| Predecesor: Adasi | Rey de Asiria 1700 a. C.-1691 a. C. | Sucesor: Libaia |